# Мурдейра
Мурдейра (порт. Murdeira) — небольшой туристический посёлок в южной части острова Сал, Кабо-Верде.

## Географическое положение, общие сведения
Мурдейра расположена примерно в 8 км к югу от Эшпаргуша и около 9 км к северу от Санта Марии, в середине главного (и единственного) шоссе острова, соединяющего эти два города. Примерно половина домов построена из глины и камней, остальная часть — из бетона или песка с камнями. В последнее время всё большее количество зданий строится из кирпича и армированного бетона.
Население стало расти после того, как люди стали покупать недвижимость в этом районе, особенно из других частей Кабо Верде. Сеть отелей и ресторанов (кафе) также начала расти и продолжает расширяться. До 1980-х годов всё население было занято сельскохозяйственной деятельностью, однако всплеск туризма постепенно привёл к перемене основного рода занятий. Местные власти и бизнес имеют планы по строительству поля для игры в гольф.
Вокруг поселения преобладает песчаная пустыня, переходящая в невысокие холмы к северо-востоку, растительность имеется только в посёлке и вдоль береговой линии. Пригодная к обработке земля занята пастбищами для скота, редкой растительностью и небольшим количеством тропических фруктовых деревьев. Защищённая от ветра бухта Мурдейры объявлена морским заповедником, там в брачный сезон появляются горбатые киты.

## Ближайшие населённые пункты
- Эшпаргуш, к северу
- Санта-Мария, к югу